# یواس‌اس پنسیلوانیا (۱۸۳۷)
یواس‌اس پنسیلوانیا (۱۸۳۷) (به انگلیسی: USS Pennsylvania (1837)) یک کشتی بود که طول آن ۲۱۰ فوت (۶۴ متر) بود. این کشتی در سال ۱۸۳۷ ساخته شد.